# Kisecset
Kisecset é um município da Hungria, situado no condado de Nógrád. Tem 8,62 km² de área e sua população em 2015 foi estimada em 150 habitantes.